# Aqualung
Aqualung — четвертий студійний альбом англійського гурту Jethro Tull, який вийшов 19 березня 1971 року.

## Композиції
1. Aqualung — 6:34
2. Cross-Eyed Mary — 4:06
3. Cheap Day Return — 1:21
4. Mother Goose — 3:51
5. Wond'ring Aloud — 1:53
6. Up to Me — 3:15
7. My God — 7:08
8. Hymn 43 — 3:14
9. Slipstream — 1:13
10. Locomotive Breath — 4:23
11. Wind-Up — 6:01

## Учасники запису
- Мартін Барр — гітара
- Ян Андерсон — флейта, фортепіано, вокал
- Клайв Банкер — барабани
- Гленн Корнік — бас-гітара
- Джеффрі Хаммонд — бас-гітара
- Джон Еван — клавіші

## Чарти

### Альбом
| Чарт (1971)                                  | Найвища позиція |
| -------------------------------------------- | --------------- |
| Australian Albums (Kent Music Report)        | 3               |
| Канада Canada Top Albums/CDs (RPM)           | 5               |
| Danish Albums (Tracklisten)                  | 3               |
| Finnish Albums (The Official Finnish Charts) | 6               |
| Німеччина German Albums (Offizielle Top 100) | 5               |
| Italian Albums (Musica e Dischi)             | 2               |
| Норвегія Norwegian Albums (VG-lista)         | 3               |
| Велика Британія UK Albums (OCC)              | 4               |
| США Billboard 200                            | 7               |

| Чарт (1996)                                  | Найвища позиція |
| -------------------------------------------- | --------------- |
| Німеччина German Albums (Offizielle Top 100) | 44              |
| Велика Британія UK Albums (OCC)              | 53              |

### Сингли
| Рік  | Сингл     | Чарт                    | Позиція |
| ---- | --------- | ----------------------- | ------- |
| 1971 | «Hymn 43» | RPM100 Singles (Канада) | 86      |
| 1971 | «Hymn 43» | Billboard Hot 100 (США) | 91      |

## Сертифікації
| Регіон                                             | Сертифікація  | Продажі    |
| -------------------------------------------------- | ------------- | ---------- |
| Німеччина (BVMI)                                   | Золотий       | 250 000^   |
| Велика Британія (BPI) 2011 release                 | Золотий       | 100 000^   |
| США (RIAA)                                         | 3× Платиновий | 3 000 000^ |
| ^відвантаження, що базуються лише на сертифікаціях |               |            |